# 자연제방

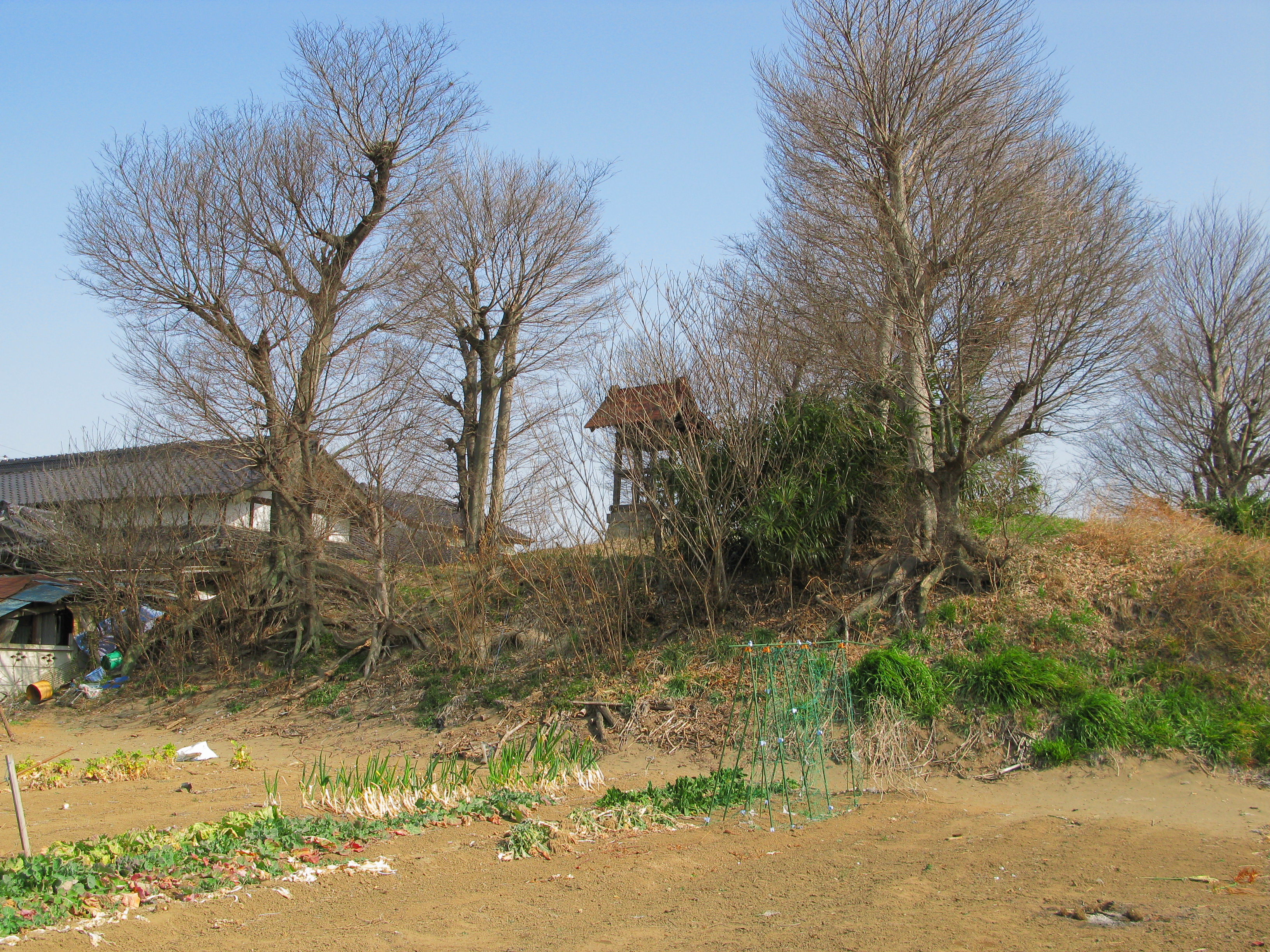
일본 사이타마현 하뉴시의 아이노강의 자연제방.

자연제방(自然堤防)은 범람원에서 하천의 유로에 따라 형성되는 고지를 말한다.

## 같이 보기
- 제방